# 远游
《遠游》，《楚辭》的其中一篇。其作者有爭議。王逸《楚辭章句》題為屈原作，朱熹《楚辭集注》認為「屈原既放，悲嘆之餘，眇觀宇宙，陋世俗之卑狹，悼年壽之不長，於是作此篇」。也有學者認為是後人仿作，吳汝綸認為「此篇殆後人仿《大人賦》托為之」。此篇的內容和司马相如《大人赋》相似。宋洪興祖認為「司马相如作《大人赋》，宏放高妙，读者有凌云之意。 然其语多出于此。至其妙处，相如莫能识也。」